# Maison à la Vierge noire

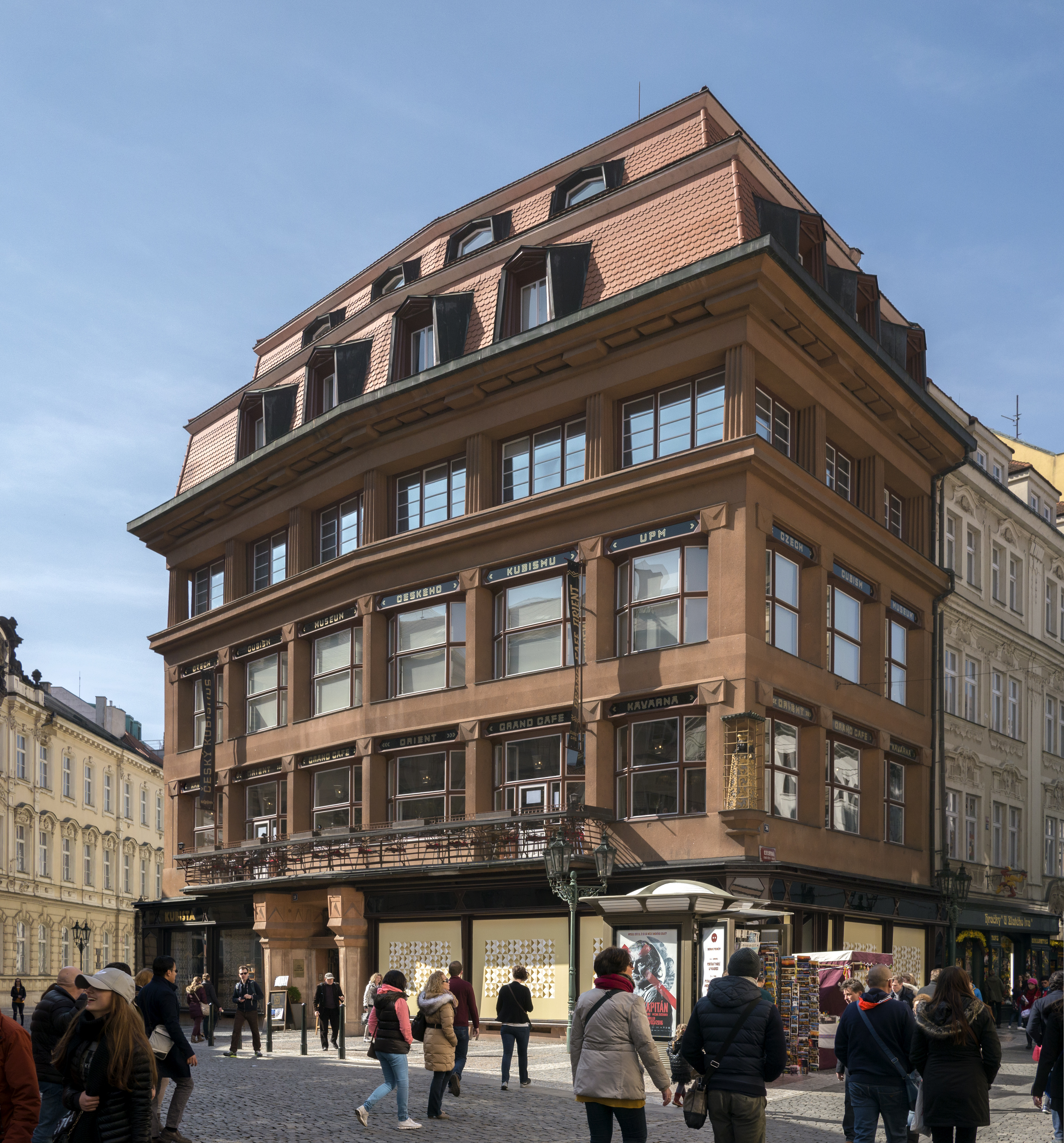
House of the Black Madonna

La maison à la Vierge noire (Dům U černé matky Boží) est un bâtiment cubiste dans la Vieille Ville de Prague en Tchéquie. Elle est l'œuvre de l'architecte Josef Gočár qui l'a construite entre 1911 et 1912 pour le marchand Frantisek Josef Herbst. Elle a été conçue pour accueillir son magasin au rez-de-chaussée et au deuxième étage tandis que le premier étage était occupé par le Grand Café Orient. La maison sert de nos jours d'annexe à la galerie nationale de Prague pour ses expositions permanente et temporaires sur le cubisme après avoir été conçue comme grand magasin.
Située sur la « voie royale », elle tire son nom de la vierge noire qui orne un angle du bâtiment et provient d'un des bâtiments baroques situés auparavant à l'emplacement de la maison. Il s'agit d'une copie, la statue originale est conservée dans la maison à la cloche en pierre sur la place de la Vieille-Ville.